# Chung-ťia
Chung-ťia 洪拳 (též Hung Kyun, Hung Kuen, Hung Ga, Hung Gar atd.) patří mezi nejslavnější školy bojových umění jižní Číny, naam kyun 南拳 (jižní pěst). Tradičně bývá řazen mezi 5 „rodinných“ stylů jihočínské provincie Kuang-tung 廣東: Hungga 洪家, Choiga 蔡家, Leiga 李家, Lauga 劉家 a Mokga 莫家.

## Historie
Kořeny chung-ťia sahají až k legendárním klášterům Siulam 少林寺 (Šaolin), severnímu, honaamskému (河南 henanskému) klášteru Siulam a především jižnímu, fukginskému (福建 fujianskému) klášteru Siulam.
Za vlastního „zakladatele“ chung-ťia 洪拳 je považován laický žák jižního kláštera Siulam , Hung Heigun 洪熙官, který se učil u posledního opata fukginského Siulamu, Ctihodného mistra Jisina 至善禪師. Hung Heigun zkombinoval techniky tygra s technikami jeřába, které se naučil od své ženy Fong Wingcheun 方永春. Dalším z žáků ctihodného Jisina byl i Luk Achoi 陸阿采, který později pokračoval ve studiu u svého sihinga 師兄 („staršího gungfu bratra“) Hung Heiguna.
Umění chung-ťia se dále předávalo po 3 generace v rodině Wong 黃 - Wong Taai 黃泰 › Wong Keiying 黃麒英 › Wong Feihung 黃飛鴻. Wong Keiying a dle některých pramenů i Wong Feihung byli řazeni mezi tzv. „Deset tygrů z Kuang-tungu“ (Gwongdung sap fu 廣東十虎), deset nejlepších gungfu bojovníků jižní Číny 19. století. Nejproslulejší z Wongů, Wong Feihung, se učil od mnoha mistrů (linie klášter Siulam - mnich Gokyan 覺因 › „Tit kiu“ Saam 鐵橋三 › Lam Fuksing 林福成).
Nejslavnějším žákem Wong Feihunga byl „řezník“ Lam Saiwing 林世榮, který se ve 20. letech 20. století přestěhoval se svým synovcem a adoptivním synem Lam Jou 林祖 z pevninské Číny do Hongkongu. Velmistr Lam Jou se stal Lam Saiwingovým nejlepším žákem a pokračovatelem. Třetí generaci Hung kyun rodiny Lam (Lam ga Hung kyun, LGHK 林家洪拳) dnes reprezentují synové velmistra Lam Jou, Lam Chun Fai (Lam Janfai 林鎮輝) a Lam Chun Sing (Lam Jansing 林鎮成).

## Praktické umění
Chung-ťia 洪拳 je systémem reálné sebeobrany. Jeden z nejslavnějších mistrů Hungga gungfu 洪家拳術 a jihočínského gungfu 拳術 vůbec, Wong Feihung 黃飛鴻, učil v průběhu své kariéry bojová umění příslušníky kantonské námořní pěchoty, policie a armády, a později i civilní branné jednotky provincie Kuan-tung 廣東 (Guangdong). Jeho žák Lam Saiwing 林世榮, první patriarcha chung-ťia rodiny Lam (Lam ga Hung kyun, LGHK 林家洪拳) působil jako hlavní instruktor armády provincie Fukgin (Fujian) 福建 a později jako instruktor ochranných a branně-bezpečnostních služeb hongkongských trhů.
Bojový (sebeobranný) aspekt však v chung-ťia není zdůrazňován na úkor aspektů ostatních - zdravotně-kondičních a duchovních. Specifické techniky posilování, strečink, relaxační a dechová cvičení LGHK jsou v souladu s koncepty tradiční čínské i moderní západní medicíny.

## Principy chung-ťia
Chung-ťia je systém založený na principech jin a jang (kant. yam 陰 a yeung 陽) - využívá jak technik dlouhého dosahu a nízkých širokých postojů (cheung kiu daai ma 長橋大馬 „dlouhé předloktí, široký postoj“), tak technik na krátkou vzdálenost a vyšších, úzkých postojů (dyun kiu jaak ma 短橋窄馬, „krátké předloktí, úzký postoj“). Curriculum zahrnuje tvrdé a měkké techniky, přímé a obloukové techniky, boj na dlouhou, střední a těsnou vzdálenost, boj ve stoje i boj na zemi, boj proti neozbrojenému i ozbrojenému protivníkovi, beze zbraně i se zbraněmi.

### Techniky
Chung-ťia klade důraz na důkladné vybudování základů. Pro chung-ťia jsou typické stabilní postoje a přirozená práce nohou, práce pasu a předloktí, správné dýchání a používání koncentrované „gungfu síly“. Systém rodiny Lam využívá kombinací 4 hlavních typů ofenzivních technik, lakonicky shrnutých ve frázi „tek da syut na 踢打摔拿“ :
- kopy (tek 踢): přímé, stranové, obloukové, kopy koleny etc.
- údery (da 打): pěstí, dlaní, malíkovou hranou, prsty, předloktím, lokty, rameny, boky a hlavou etc.
- zápasnické techniky (syut 摔): „klinčování“, strhy, podmety, porazy, přehozy a pády etc.
- úchopové techniky (na 拿): držení, páky, lámání, škrcení a útoky na vitální body etc.

### Styly
Systém chung-ťia je znám také jako „škola tygra a jeřába“ (fu hok paai 虎鶴派). Arzenál systému chung-ťia však zahrnuje:
- pět zvířat (ng ying 五形): drak (lung 龍), had (se 蛇), tygr (fu 虎), leopard (paau 豹) a jeřáb (hok 鶴)
- pět živlů (ng hang 五行): zlato (gam 金), dřevo (muk 木), voda (seui 水), oheň (fo 火) a země (tou 土)
- 12 mostových rukou (sapyi kiu sau 十二橋手): tvrdost (gong 剛), měkkost (yau 柔), tlak (bik 逼), přímočarost (jik 直), rozdělení (fan 分), ustálení (ding 定), minimalita (chyun 寸), zvednutí (tai 提), setrvání (lau 流), přesměrování (wan 運), ovládání (jai 制) a spojení (ding 訂)

## Chung-ťia v Česku
V České republice vyučují tento systém např. sifu Aleš Kocián a sifu Pavel Macek a sifu Jiří Hauska